# A világ fővárosai

## Nemzetközileg elismert független államok
| Főváros                                                             | Ország                                |
| ------------------------------------------------------------------- | ------------------------------------- |
| Abu-Dzabi / Abū Dhabi                                               | Egyesült Arab Emírségek               |
| Abuja                                                               | Nigéria                               |
| Accra                                                               | Ghána                                 |
| Addisz-Abeba / Addis Abeba                                          | Etiópia                               |
| Algír / al-Jazā'ir, Algier                                          | Algéria                               |
| Ammán / 'Ammān                                                      | Jordánia                              |
| Amszterdam (alkotmányos)                                            | Hollandia                             |
| Andorra la Vella                                                    | Andorra                               |
| Ankara                                                              | Törökország                           |
| Antananarivo                                                        | Madagaszkár                           |
| Apia                                                                | Szamoa                                |
| Aşgabat                                                             | Türkmenisztán                         |
| Asunción                                                            | Paraguay                              |
| Aszmara / Asmara                                                    | Eritrea                               |
| Asztana                                                             | Kazahsztán                            |
| Athén / Athína                                                      | Görögország                           |
| Bagdad / Baġdād                                                     | Irak                                  |
| Baku / Bakı                                                         | Azerbajdzsán                          |
| Bamako                                                              | Mali                                  |
| Bandar Seri Begawan                                                 | Brunei                                |
| Bangkok / Krung Thep                                                | Thaiföld                              |
| Bangui                                                              | Közép-afrikai Köztársaság             |
| Banjul                                                              | Gambia                                |
| Basseterre                                                          | Saint Kitts és Nevis                  |
| Bejrút / Bayrūt                                                     | Libanon                               |
| Belgrád / Beograd                                                   | Szerbia                               |
| Belmopan                                                            | Belize                                |
| Berlin                                                              | Németország                           |
| Bern                                                                | Svájc                                 |
| Bécs / Wien                                                         | Ausztria                              |
| Biskek / Bişkek                                                     | Kirgizisztán                          |
| Bissau                                                              | Bissau-Guinea                         |
| Bloemfontein (bírói)                                                | Dél-afrikai Köztársaság               |
| Bogotá                                                              | Kolumbia                              |
| Brazíliaváros / Brasília                                            | Brazília                              |
| Brazzaville                                                         | Kongói Köztársaság                    |
| Bridgetown                                                          | Barbados                              |
| Brüsszel / Bruxelles, Brussel                                       | Belgium                               |
| Budapest                                                            | Magyarország                          |
| Buenos Aires                                                        | Argentína                             |
| Bukarest / Bucureşti                                                | Románia                               |
| Canberra                                                            | Ausztrália                            |
| Caracas                                                             | Venezuela                             |
| Castries                                                            | Saint Lucia                           |
| Chișinău                                                            | Moldova                               |
| Colombo                                                             | Srí Lanka                             |
| Conakry                                                             | Guinea                                |
| Cotonou (a kormány székhelye)                                       | Benin                                 |
| Dakar                                                               | Szenegál                              |
| Damaszkusz / Dimashq                                                | Szíria                                |
| Dar es-Salaam / Dār as-Salām (gazdasági központ)                    | Tanzánia                              |
| Dakka                                                               | Banglades                             |
| Dili                                                                | Kelet-Timor                           |
| Dodoma                                                              | Tanzánia                              |
| Doha / ad-Dawhah                                                    | Katar                                 |
| Dublin                                                              | Írország                              |
| Dusanbe / Duşanbey                                                  | Tádzsikisztán                         |
| Dzsibuti / Djibouti                                                 | Dzsibuti                              |
| Fokváros / Cape Town, Kaapstad (a parlament székhelye)              | Dél-afrikai Köztársaság               |
| Freetown                                                            | Sierra Leone                          |
| Funafuti                                                            | Tuvalu                                |
| Gaborone                                                            | Botswana                              |
| Georgetown                                                          | Guyana                                |
| Gitega                                                              | Burundi                               |
| Guatemalaváros                                                      | Guatemala                             |
| Hanoi                                                               | Vietnám                               |
| Harare                                                              | Zimbabwe                              |
| Havanna / La Habana                                                 | Kuba                                  |
| Hága / ’s-Gravenhage, den Haag (a kormány és a parlament székhelye) | Hollandia                             |
| Helsinki                                                            | Finnország                            |
| Honiara                                                             | Salamon-szigetek                      |
| Iszlámábád / Islāmābād                                              | Pakisztán                             |
| Jakarta                                                             | Indonézia                             |
| Jereván / Yerevan                                                   | Örményország                          |
| Jeruzsálem / Yerushalayim, al-Quds                                  | Izrael                                |
| Juba                                                                | Dél-Szudán                            |
| Kabul / Kābul                                                       | Afganisztán                           |
| Kairó / al-Qāhirah                                                  | Egyiptom                              |
| Kampala                                                             | Uganda                                |
| Kartúm / al-Kharţūm                                                 | Szudán                                |
| Katmandu                                                            | Nepál                                 |
| Kigali                                                              | Ruanda                                |
| Kijev / Kijiv                                                       | Ukrajna                               |
| Kingston                                                            | Jamaica                               |
| Kingstown                                                           | Saint Vincent és a Grenadine-szigetek |
| Kinshasa                                                            | Kongói Demokratikus Köztársaság       |
| Koppenhága / København                                              | Dánia                                 |
| Kuala Lumpur                                                        | Malajzia                              |
| Kuvaitváros / al-Kuwayt                                             | Kuvait                                |
| La Paz                                                              | Bolívia                               |
| Libreville                                                          | Gabon                                 |
| Lilongwe                                                            | Malawi                                |
| Lima                                                                | Peru                                  |
| Lisszabon / Lisboa                                                  | Portugália                            |
| Ljubljana                                                           | Szlovénia                             |
| Lobamba                                                             | Szváziföld                            |
| Lomé                                                                | Togo                                  |
| London                                                              | Egyesült Királyság                    |
| Luanda                                                              | Angola                                |
| Lusaka                                                              | Zambia                                |
| Luxembourg                                                          | Luxemburg                             |
| Madrid                                                              | Spanyolország                         |
| Majuro                                                              | Marshall-szigetek                     |
| Malabo                                                              | Egyenlítői-Guinea                     |
| Malé                                                                | Maldív-szigetek                       |
| Managua                                                             | Nicaragua                             |
| Manáma / al-Manāmah                                                 | Bahrein                               |
| Manila                                                              | Fülöp-szigetek                        |
| Maputo                                                              | Mozambik                              |
| Maseru                                                              | Lesotho                               |
| Maszkat / Masqaţ                                                    | Omán                                  |
| Mbabane                                                             | Szváziföld                            |
| Mexikóváros / Ciudad de México, D.F.                                | Mexikó                                |
| Minszk / Minsk                                                      | Fehéroroszország                      |
| Mogadishu                                                           | Szomália                              |
| Monaco                                                              | Monaco                                |
| Monrovia                                                            | Libéria                               |
| Montevideo                                                          | Uruguay                               |
| Moroni                                                              | Comore-szigetek                       |
| Moszkva / Moskva                                                    | Oroszország                           |
| Nairobi                                                             | Kenya                                 |
| Nassau                                                              | Bahama-szigetek                       |
| Nepjida                                                             | Mianmar                               |
| N’Djamena                                                           | Csád                                  |
| Ngerulmud                                                           | Palau                                 |
| Niamey                                                              | Niger                                 |
| Nicosia                                                             | Ciprus                                |
| Nouakchott                                                          | Mauritánia                            |
| Nukuʻalofa                                                          | Tonga                                 |
| Oslo                                                                | Norvégia                              |
| Ottawa                                                              | Kanada                                |
| Ouagadougou                                                         | Burkina Faso                          |
| Palikir                                                             | Mikronézia                            |
| Panamaváros / Panamá                                                | Panama                                |
| Paramaribo                                                          | Suriname                              |
| Párizs / Paris                                                      | Franciaország                         |
| Peking / Beijing                                                    | Kína                                  |
| Phenjan / P’hŏngyang                                                | Észak-Korea                           |
| Phnompen / Phnom Penh                                               | Kambodzsa                             |
| Podgorica                                                           | Montenegró                            |
| Port Louis                                                          | Mauritius                             |
| Port Moresby                                                        | Pápua Új-Guinea                       |
| Port Vila                                                           | Vanuatu                               |
| Port-au-Prince                                                      | Haiti                                 |
| Port of Spain                                                       | Trinidad és Tobago                    |
| Porto-Novo                                                          | Benin                                 |
| Pozsony / Bratislava                                                | Szlovákia                             |
| Praia                                                               | Zöld-foki Köztársaság                 |
| Prága / Praha                                                       | Csehország                            |
| Pretoria                                                            | Dél-afrikai Köztársaság               |
| Quito                                                               | Ecuador                               |
| Rabat                                                               | Marokkó                               |
| Reykjavík                                                           | Izland                                |
| Riga / Rīga                                                         | Lettország                            |
| Rijád / Ar-Riyād                                                    | Szaúd-Arábia                          |
| Róma / Roma                                                         | Olaszország                           |
| Roseau                                                              | Dominikai Közösség                    |
| San José                                                            | Costa Rica                            |
| San Marino                                                          | San Marino                            |
| San Salvador                                                        | Salvador                              |
| Santiago                                                            | Chile                                 |
| Santo Domingo                                                       | Dominikai Köztársaság                 |
| São Tomé                                                            | São Tomé és Príncipe                  |
| South Tarawa                                                        | Kiribati                              |
| Stockholm                                                           | Svédország                            |
| St. John’s                                                          | Antigua és Barbuda                    |
| St. George’s                                                        | Grenada                               |
| Sucre                                                               | (alkotmányos) Bolívia                 |
| Suva                                                                | Fidzsi-szigetek                       |
| Szanaa / Şan'ā                                                      | Jemen                                 |
| Szarajevó / Sarajevo                                                | Bosznia-Hercegovina                   |
| Szingapúr / Singapore                                               | Szingapúr                             |
| Szkopje / Skopje                                                    | Észak-Macedónia                       |
| Szófia / Sofija                                                     | Bulgária                              |
| Szöul / Sŏul                                                        | Dél-Korea                             |
| Szrí Dzsajavardhanapura Kótté                                       | Srí Lanka                             |
| Tallinn                                                             | Észtország                            |
| Taskent                                                             | Üzbegisztán                           |
| Tbiliszi / T'bilisi                                                 | Grúzia                                |
| Tegucigalpa                                                         | Honduras                              |
| Teherán / Tehrān                                                    | Irán                                  |
| Tel-Aviv / Tel Aviv-Yafo                                            | Izrael                                |
| Timpu / Thimbu                                                      | Bhután                                |
| Tirana / Tiranë                                                     | Albánia                               |
| Tokió / Tokyo                                                       | Japán                                 |
| Tripoli / Ţarābulus                                                 | Líbia                                 |
| Tunisz / Tūnis                                                      | Tunézia                               |
| Ulánbátor / Ulaanbaatar                                             | Mongólia                              |
| Újdelhi / Ni Dilli, New Delhi                                       | India                                 |
| Vaduz                                                               | Liechtenstein                         |
| Valletta                                                            | Málta                                 |
| Varsó / Warszawa                                                    | Lengyelország                         |
| Vientián / Viangchan                                                | Laosz                                 |
| Victoria                                                            | Seychelle-szigetek                    |
| Vilnius                                                             | Litvánia                              |
| Washington (főváros)                                                | Amerikai Egyesült Államok             |
| Wellington                                                          | Új-Zéland                             |
| Windhoek                                                            | Namíbia                               |
| Yamoussoukro                                                        | Elefántcsontpart                      |
| Yaoundé                                                             | Kamerun                               |
| Yaren                                                               | Nauru                                 |
| Zágráb / Zagreb                                                     | Horvátország                          |

| Ország                                | Főváros                                                                                          |
| ------------------------------------- | ------------------------------------------------------------------------------------------------ |
| Afganisztán                           | Kabul / Kābul                                                                                    |
| Albánia                               | Tirana / Tiranë                                                                                  |
| Algéria                               | Algír / al-Jazā'ir, Algier                                                                       |
| Andorra                               | Andorra la Vella                                                                                 |
| Angola                                | Luanda                                                                                           |
| Antigua és Barbuda                    | St. John's                                                                                       |
| Argentína                             | Buenos Aires                                                                                     |
| Ausztrália                            | Canberra                                                                                         |
| Ausztria                              | Bécs / Wien                                                                                      |
| Azerbajdzsán                          | Baku / Bakı                                                                                      |
| Bahama-szigetek                       | Nassau                                                                                           |
| Bahrein                               | Manáma / al-Manāmah                                                                              |
| Banglades                             | Dakka                                                                                            |
| Barbados                              | Bridgetown                                                                                       |
| Belgium                               | Brüsszel / Bruxelles, Brussel                                                                    |
| Belize                                | Belmopan                                                                                         |
| Benin                                 | Porto-Novo (alkotmány szerint)                                                                   |
| Benin                                 | Cotonou (a kormányzat és a diplomáciai kirendeltségek székhelye)                                 |
| Bhután                                | Timpu / Thimbu                                                                                   |
| Bissau-Guinea                         | Bissau                                                                                           |
| Bolívia                               | Sucre (alkotmány szerint)                                                                        |
| Bolívia                               | La Paz (a kormányzat és a diplomáciai kirendeltségek székhelye)                                  |
| Bosznia-Hercegovina                   | Szarajevó / Sarajevo                                                                             |
| Botswana                              | Gaborone                                                                                         |
| Brazília                              | Brazíliaváros / Brasília                                                                         |
| Brunei                                | Bandar Seri Begawan                                                                              |
| Bulgária                              | Szófia / Sofija (София)                                                                          |
| Burkina Faso                          | Ouagadougou                                                                                      |
| Burundi                               | Gitega                                                                                           |
| Chile                                 | Santiago                                                                                         |
| Ciprus                                | Nicosia                                                                                          |
| Comore-szigetek                       | Moroni                                                                                           |
| Costa Rica                            | San José                                                                                         |
| Csád                                  | N’Djamena                                                                                        |
| Csehország                            | Prága / Praha                                                                                    |
| Dánia                                 | Koppenhága / København                                                                           |
| Dél-afrikai Köztársaság               | Pretoria (a kormány székhelye)                                                                   |
| Dél-afrikai Köztársaság               | Fokváros / Cape Town, Kaapstad (a Parlament székhelye)                                           |
| Dél-afrikai Köztársaság               | Bloemfontein (bírói székhely)                                                                    |
| Dél-Szudán                            | Juba                                                                                             |
| Dominikai Közösség                    | Roseau                                                                                           |
| Dominikai Köztársaság                 | Santo Domingo                                                                                    |
| Dzsibuti                              | Dzsibuti / Djibouti                                                                              |
| Ecuador                               | Quito                                                                                            |
| Egyenlítői-Guinea                     | Malabo                                                                                           |
| Amerikai Egyesült Államok             | Washington (főváros)                                                                             |
| Egyesült Arab Emírségek               | Abu-Dzabi / Abū Dhabi                                                                            |
| Egyiptom                              | Kairó / al-Qāhirah                                                                               |
| Elefántcsontpart                      | Yamoussoukro (politikai)                                                                         |
| Elefántcsontpart                      | Abidjan (diplomáciai)                                                                            |
| Eritrea                               | Aszmara / Asmara                                                                                 |
| Észak-Korea                           | Phenjan / P’hŏngyang (평양직할시)                                                                |
| Észtország                            | Tallinn                                                                                          |
| Etiópia                               | Addis Abeba / Addisz-Abeba                                                                       |
| Fehéroroszország                      | Minszk / Minsk (Mинcк)                                                                           |
| Fidzsi-szigetek                       | Suva                                                                                             |
| Finnország                            | Helsinki                                                                                         |
| Franciaország                         | Párizs / Paris                                                                                   |
| Fülöp-szigetek                        | Manila                                                                                           |
| Gabon                                 | Libreville                                                                                       |
| Gambia                                | Banjul                                                                                           |
| Ghána                                 | Accra                                                                                            |
| Görögország                           | Athén / Athína (Αθήνα)                                                                           |
| Grenada                               | St. George’s                                                                                     |
| Grúzia                                | Tbiliszi / (თბილისი)                                                                             |
| Guatemala                             | Guatemalaváros                                                                                   |
| Guinea                                | Conakry                                                                                          |
| Guyana                                | Georgetown                                                                                       |
| Haiti                                 | Port-au-Prince                                                                                   |
| Hollandia                             | Amszterdam / Amsterdam (alkotmány szerint)                                                       |
| Hollandia                             | Hága / ’s-Gravenhage, den Haag (politikai)                                                       |
| Honduras                              | Tegucigalpa                                                                                      |
| Horvátország                          | Zágráb / Zagreb                                                                                  |
| India                                 | Újdelhi / Ni Dilli, New Delhi                                                                    |
| Indonézia                             | Jakarta                                                                                          |
| Irak                                  | Bagdad / Baġdād (غداد)                                                                           |
| Irán                                  | Teherán / Tehrān (تهران)                                                                         |
| Írország                              | Dublin                                                                                           |
| Izland                                | Reykjavík                                                                                        |
| Izrael                                | Tel-Aviv / Tel Aviv-Yafo (תֵּל־אָבִיב-יָפוֹ) (a nemzetközi közösség által elismert főváros)            |
| Izrael                                | Yerushalayim, al-Quds / Jeruzsálem (de facto főváros, melyet a nemzetközi közösség nem ismer el) |
| Jamaica                               | Kingston                                                                                         |
| Japán                                 | Tokió / Tokyo (東京)                                                                             |
| Jemen                                 | Szanaa / Şan'ā'                                                                                  |
| Jordánia                              | Ammán / Amman                                                                                    |
| Kambodzsa                             | Phnompen / Phnom Penh                                                                            |
| Kamerun                               | Yaoundé                                                                                          |
| Kanada                                | Ottawa                                                                                           |
| Katar                                 | Doha / ad-Dawhah                                                                                 |
| Kazahsztán                            | Nur-Szultan / Astana                                                                             |
| Kelet-Timor                           | Dili                                                                                             |
| Kenya                                 | Nairobi                                                                                          |
| Kína                                  | Peking / Beijing (北京市)                                                                        |
| Kirgizisztán                          | Biskek / Bişkek                                                                                  |
| Kiribati                              | South Tarawa                                                                                     |
| Kolumbia                              | Bogotá                                                                                           |
| Kongói Demokratikus Köztársaság       | Kinshasa                                                                                         |
| Kongói Köztársaság                    | Brazzaville                                                                                      |
| Dél-Korea                             | Szöul (서울특별시)                                                                               |
| Közép-afrikai Köztársaság             | Bangui                                                                                           |
| Kuba                                  | La Habana / Havanna                                                                              |
| Kuvait                                | Kuvaitváros / al-Kuwayt                                                                          |
| Laosz                                 | Vientián / Viangchan                                                                             |
| Lengyelország                         | Varsó / Warszawa                                                                                 |
| Lesotho                               | Maseru                                                                                           |
| Lettország                            | Riga / Rīga                                                                                      |
| Libanon                               | Bejrút / Bayrūt                                                                                  |
| Libéria                               | Monrovia                                                                                         |
| Líbia                                 | Tripoli / Ţarābulus                                                                              |
| Liechtenstein                         | Vaduz                                                                                            |
| Litvánia                              | Vilnius                                                                                          |
| Luxemburg                             | Luxembourg                                                                                       |
| Észak-Macedónia                       | Szkopje / Skopje (Скопје)                                                                        |
| Madagaszkár                           | Antananarivo                                                                                     |
| Magyarország                          | Budapest                                                                                         |
| Malajzia                              | Kuala Lumpur                                                                                     |
| Malawi                                | Lilongwe                                                                                         |
| Maldív-szigetek                       | Malé                                                                                             |
| Mali                                  | Bamako                                                                                           |
| Málta                                 | Valletta                                                                                         |
| Marokkó                               | Rabat                                                                                            |
| Marshall-szigetek                     | Majuro                                                                                           |
| Mauritánia                            | Nouakchott                                                                                       |
| Mauritius                             | Port Louis                                                                                       |
| Mexikó                                | Mexikóváros / Ciudad de México, D.F.                                                             |
| Mianmar                               | Nepjida                                                                                          |
| Mikronézia                            | Palikir                                                                                          |
| Moldova                               | Chișinău                                                                                         |
| Monaco                                | Monaco                                                                                           |
| Mongólia                              | Ulánbátor / Ulaanbaatar                                                                          |
| Montenegró                            | Podgorica (Пoдгopицa)                                                                            |
| Mozambik                              | Maputo                                                                                           |
| Egyesült Királyság                    | London                                                                                           |
| Namíbia                               | Windhoek                                                                                         |
| Nauru                                 | Yaren (de facto főváros, hivatalosan nincs fővárosa)                                             |
| Németország                           | Berlin                                                                                           |
| Nepál                                 | Katmandu                                                                                         |
| Nicaragua                             | Managua                                                                                          |
| Niger                                 | Niamey                                                                                           |
| Nigéria                               | Abuja                                                                                            |
| Norvégia                              | Oslo                                                                                             |
| Olaszország                           | Róma / Roma                                                                                      |
| Omán                                  | Maszkat / Masqaţ                                                                                 |
| Oroszország                           | Moszkva (Москва)                                                                                 |
| Örményország                          | Jereván                                                                                          |
| Pakisztán                             | Iszlámábád / Islāmābād                                                                           |
| Palau                                 | Ngerulmud                                                                                        |
| Panama                                | Panamaváros / Panamá                                                                             |
| Pápua Új-Guinea                       | Port Moresby                                                                                     |
| Paraguay                              | Asunción                                                                                         |
| Peru                                  | Lima                                                                                             |
| Portugália                            | Lisszabon / Lisboa                                                                               |
| Románia                               | Bukarest / Bucureşti                                                                             |
| Ruanda                                | Kigali                                                                                           |
| Saint Kitts és Nevis                  | Basseterre                                                                                       |
| Saint Lucia                           | Castries                                                                                         |
| Saint Vincent és a Grenadine-szigetek | Kingstown                                                                                        |
| Salamon-szigetek                      | Honiara                                                                                          |
| Salvador                              | San Salvador                                                                                     |
| San Marino                            | San Marino                                                                                       |
| São Tomé és Príncipe                  | São Tomé                                                                                         |
| Seychelle-szigetek                    | Victoria                                                                                         |
| Sierra Leone                          | Freetown                                                                                         |
| Spanyolország                         | Madrid                                                                                           |
| Srí Lanka                             | Colombo (kereskedelmi)                                                                           |
| Srí Lanka                             | Szrí Dzsajavardhanapura Kótté (hivatalos)                                                        |
| Suriname                              | Paramaribo                                                                                       |
| Svájc                                 | Bern                                                                                             |
| Svédország                            | Stockholm                                                                                        |
| Szamoa                                | Apia                                                                                             |
| Szaúd-Arábia                          | Rijád / Ar-Riyād                                                                                 |
| Szenegál                              | Dakar                                                                                            |
| Szerbia                               | Belgrád / Beograd (Бeoгpaд)                                                                      |
| Szingapúr                             | Szingapúr / Singapore                                                                            |
| Szíria                                | Damaszkusz / Dimashq                                                                             |
| Szlovákia                             | Pozsony / Bratislava                                                                             |
| Szlovénia                             | Ljubljana                                                                                        |
| Szomália                              | Mogadishu                                                                                        |
| Szudán                                | Kartúm / al-Kharţūm                                                                              |
| Szváziföld                            | Mbabane (adminisztratív) Lobamba (királyi)                                                       |
| Tádzsikisztán                         | Dusanbe / Duşanbey                                                                               |
| Tajvan                                | Tajpej                                                                                           |
| Tanzánia                              | Dar es-Salaam / Dār as-Salām (adminisztratív, a diplomáciai kirendeltségek székhelye)            |
| Tanzánia                              | Dodoma (hivatalos)                                                                               |
| Thaiföld                              | Bangkok / Krung Thep (กรุงเทพมหานคร)                                                              |
| Togo                                  | Lomé                                                                                             |
| Tonga                                 | Nukuʻalofa                                                                                       |
| Törökország                           | Ankara                                                                                           |
| Trinidad és Tobago                    | Port of Spain                                                                                    |
| Tunézia                               | Tūnis / Tunisz                                                                                   |
| Tuvalu                                | Vaiaku                                                                                           |
| Türkmenisztán                         | Aşgabat                                                                                          |
| Uganda                                | Kampala                                                                                          |
| Új-Zéland                             | Wellington                                                                                       |
| Ukrajna                               | Kijev / Kijiv (Київ)                                                                             |
| Uruguay                               | Montevideo                                                                                       |
| Üzbegisztán                           | Taskent / Toshkent                                                                               |
| Vanuatu                               | Port Vila                                                                                        |
| Vatikán                               | Vatikánváros / Città del Vaticano                                                                |
| Venezuela                             | Caracas                                                                                          |
| Vietnám                               | Hanoi                                                                                            |
| Zambia                                | Lusaka                                                                                           |
| Zimbabwe                              | Harare                                                                                           |
| Zöld-foki Köztársaság                 | Praia                                                                                            |

## Nemzetközileg el nem ismert de facto független és vitatott államok
| Főváros                                                 | Ország                              |
| ------------------------------------------------------- | ----------------------------------- |
| Bir Lehlou / بير لحلو                                   | Nyugat-Szahara (tényleges)          |
| Chinvali / Цхинвал, Чъреба, ცხინვალი, Цхинвал, Цхинвали | Dél-Oszétia                         |
| El-Ajún / العيون                                        | Nyugat-Szahara (alkotmány szerinti) |
| Hargeysa / Hargeysa                                     | Szomáliföld                         |
| Jeruzsálem / יְרוּשָׁלַיִם, القُدس                             | Palesztina (alkotmány szerinti)     |
| Nicosia / Lefkoşa, Λευκωσία                             | Észak-Ciprus                        |
| Pristina / Prishtinë, Приштина, Priština                | Koszovó                             |
| Rámalláh / رام الله ,רמאללה Jeruzsálem / יְרוּשָׁלַיִם, القُدس | Palesztina (tényleges)              |
| Róma / Roma                                             | Máltai lovagrend                    |
| Sztepanakert / Ստեփանակերտ, Xankəndi                    | Hegyi-Karabah Köztársaság           |
| Szuhumi / Аҟəа, სოხუმი, Сухуми, Сухум                   | Abházia                             |
| Tajpej / 臺北                                           | Tajvan                              |
| Tiraspol / Tiraspol, Тирасполь, Тираспол                | Dnyeszter Menti Köztársaság         |

| Ország                      | Főváros                                                                                  |
| --------------------------- | ---------------------------------------------------------------------------------------- |
| Abházia                     | Szuhumi / Аҟəа, სოხუმი, Сухуми, Сухум                                                    |
| Dél-Oszétia                 | Chinvali / Цхинвал, Чъреба, ცხინვალი, Цхинвал, Цхинвали                                  |
| Észak-Ciprus                | Nicosia / Lefkoşa, Λευκωσία                                                              |
| Hegyi-Karabah Köztársaság   | Sztepanakert / Ստեփանակերտ, Xankəndi                                                     |
| Koszovó                     | Pristina / Prishtinë, Приштина, Priština                                                 |
| Máltai lovagrend            | Róma / Roma                                                                              |
| Nyugat-Szahara              | El-Ajún / العيون (alkotmány szerinti) Bir Lehlou / بير لحلو (tényleges)                  |
| Palesztina                  | Rámalláh / رام الله ,רמאללה (tényleges) Jeruzsálem / יְרוּשָׁלַיִם, القُدس (alkotmány szerinti) |
| Szomáliföld                 | Hargeysa / Hargeysa                                                                      |
| Tajvan                      | Tajpej / 臺北                                                                            |
| Dnyeszter Menti Köztársaság | Tiraspol / Tiraspol, Тирасполь, Тираспол                                                 |

## Függő területek
| Főváros                     | Állam                                  | Megjegyzések                                                                                        |
| --------------------------- | -------------------------------------- | --------------------------------------------------------------------------------------------------- |
| Adamstown                   | Pitcairn-szigetek                      | brit tengerentúli terület                                                                           |
| Alofi                       | Niue                                   | Új-Zéland társult állama                                                                            |
| Atafu                       | Tokelau-szigetek                       | Új-Zéland territóriuma (nincs valódi kinevezett fővárosa, mindhárom atolljának saját központja van) |
| Avarua                      | Cook-szigetek                          | Új-Zéland társult állama                                                                            |
| Charlotte Amalie            | Amerikai Virgin-szigetek               | Az Amerikai Egyesült Államok külbirtoka                                                             |
| Cockburn Town               | Turks- és Caicos-szigetek              | brit tengerentúli terület                                                                           |
| Douglas                     | Man-sziget                             | Brit koronafüggőség                                                                                 |
| Edinburgh of the Seven Seas | Tristan da Cunha                       | brit tengerentúli terület, Szent Ilona, Ascension és Tristan da Cunha tengerentúli terület része    |
| Episzkopi                   | Akrotíri és Dekélia                    | brit tengerentúli terület                                                                           |
| Flying Fish Cove            | Karácsony-sziget                       | Ausztrália tengerentúli területe                                                                    |
| George Town                 | Kajmán-szigetek                        | brit tengerentúli terület                                                                           |
| Georgetown                  | Ascension-sziget                       | brit tengerentúli terület, Szent Ilona, Ascension és Tristan da Cunha tengerentúli terület része    |
| Gibraltár                   | Gibraltár                              | brit tengerentúli terület (városállam, a terület és a főváros megegyezik)                           |
| Grytviken                   | Déli-Georgia és Déli-Sandwich-szigetek | brit tengerentúli terület                                                                           |
| Gustavia                    | Saint-Barthélemy                       | Franciaország tengerentúli területe                                                                 |
| Hagatna / Agana             | Guam                                   | Az Amerikai Egyesült Államok külbirtoka                                                             |
| Hamilton                    | Bermuda                                | brit tengerentúli terület                                                                           |
| Jamestown                   | Szent Ilona                            | brit tengerentúli terület, Szent Ilona, Ascension és Tristan da Cunha tengerentúli terület része    |
| Kingston                    | Norfolk-sziget                         | Ausztrália tengerentúli területe                                                                    |
| Marigot                     | Saint-Martin                           | Franciaország tengerentúli területe                                                                 |
| Matāʻutu                    | Wallis és Futuna                       | Franciaország tengerentúli területe                                                                 |
| Nouméa                      | Új-Kaledónia                           | Franciaország tengerentúli területe                                                                 |
| Nuuk                        | Grönland                               | Dánia külső országrésze, egyike a Dán Királyságot alkotó három államnak                             |
| Oranjestad                  | Aruba                                  | Hollandia társult állama, a Holland Királyságot alkotó négy állam egyike                            |
| Pago Pago                   | Amerikai Szamoa                        | Az Amerikai Egyesült Államok külbirtoka                                                             |
| Papeete                     | Francia Polinézia                      | Franciaország tengerentúli területe                                                                 |
| Philipsburg                 | Sint Maarten                           | Hollandia társult állama, a Holland Királyságot alkotó négy állam egyike                            |
| Plymouth                    | Montserrat                             | brit tengerentúli terület                                                                           |
| Road Town                   | Brit Virgin-szigetek                   | brit tengerentúli terület                                                                           |
| Saipan                      | Északi-Mariana-szigetek                | Az Amerikai Egyesült Államok társult állama                                                         |
| San Juan                    | Puerto Rico                            | Az Amerikai Egyesült Államok társult állama                                                         |
| Saint Helier                | Jersey Bailiffség                      | Brit koronafüggőség                                                                                 |
| Saint Peter Port            | Guernsey Bailiffség                    | Brit koronafüggőség                                                                                 |
| Saint-Pierre                | Saint-Pierre és Miquelon               | Franciaország tengerentúli területe                                                                 |
| Stanley                     | Falkland-szigetek                      | brit tengerentúli terület                                                                           |
| Tórshavn                    | Feröer                                 | Dánia külső országrésze, egyike a Dán Királyságot alkotó három államnak                             |
| The Valley                  | Anguilla                               | brit tengerentúli terület                                                                           |
| West Island                 | Kókusz (Keeling)-szigetek              | Ausztrália tengerentúli területe                                                                    |
| Willemstad                  | Curaçao                                | Hollandia társult állama, a Holland Királyságot alkotó négy állam egyike                            |

## Államok autonóm részeinek és államok távoli részterületeinek fővárosa, illetve közigazgatási központjai
| Főváros        | Állam                                                   | Megjegyzések                                      |
| -------------- | ------------------------------------------------------- | ------------------------------------------------- |
| Aosta          | Valle d’Aosta                                           | Olaszország autonóm régiója                       |
| Arawa          | Bougainville                                            | Pápua Új-Guinea autonóm tartománya                |
| Banda Aceh     | Aceh                                                    | Indonézia autonóm tartománya                      |
| Basse-Terre    | Guadeloupe                                              | Franciaország tengerentúli megyéje                |
| Batumi         | Adzsar Autonóm Köztársaság                              | Grúzia autonóm köztársasága                       |
| Belfast        | Észak-Írország                                          | Az Egyesült Királyság félautonóm részországa      |
| Cagliari       | Szardínia                                               | Olaszország autonóm régiója                       |
| Cardiff        | Wales                                                   | Az Egyesült Királyság autonóm részországa         |
| Cayenne        | Francia Guyana                                          | Franciaország tengerentúli megyéje                |
| Charlestown    | Nevis                                                   | Saint Kitts és Nevis autonóm részegysége          |
| Comrat         | Gagauzia                                                | Moldova autonóm területe                          |
| Cotabato City  | Muszlim Mindanao                                        | Fülöp-szigetek autonóm régiója                    |
| Edinburgh      | Skócia                                                  | Az Egyesült Királyság autonóm részországa         |
| Erbíl          | Kurdisztán                                              | Irak autonóm régiója                              |
| Fort-de-France | Martinique                                              | Franciaország tengerentúli megyéje                |
| Funchal        | Madeira                                                 | Portugália autonóm körzete                        |
| Hanga Roa      | Húsvét-sziget                                           | Chile különleges igazgatású, autonóm része        |
| Hohhot         | Belső-Mongólia Autonóm Terület                          | Kína autonóm tartománya                           |
| Jayapura       | Pápua tartomány                                         | Indonézia autonóm tartománya                      |
| Kariész        | Athosz-hegyi Köztársaság                                | Görögország autonóm kolostorköztársasága          |
| Kralendijk     | Bonaire                                                 | Hollandia tengerentúli szigete, speciális községe |
| La Seigneurie  | Sark                                                    | Guernsey brit koronafüggőség része                |
| Lhásza         | Tibeti autonóm tartomány                                | Kína autonóm tartománya                           |
| Longyearbyen   | Spitzbergák                                             | Norvégia speciális övezete                        |
| Makaó          | Makaó                                                   | Kína különleges igazgatású területe               |
| Mamoudzou      | Mayotte                                                 | Franciaország tengerentúli megyéje                |
| Manokwari      | Nyugat-Pápua tartomány                                  | Indonézia autonóm tartománya                      |
| Mariehamn      | Åland                                                   | Finnország autonóm szigettartománya               |
| Nahicseván     | Nahicseván Autonóm Köztársaság                          | Azerbajdzsán autonóm exklávé köztársasága         |
| Nanning        | Kuanghszi Csuang Nemzetiségi Autonóm Terület            | Kína autonóm tartománya                           |
| Noʻkis         | Karakalpaksztán                                         | Üzbegisztán autonóm köztársasága                  |
| Oranjestad     | Sint Eustatius                                          | Hollandia tengerentúli szigete, speciális községe |
| Palermo        | Szicília                                                | Olaszország autonóm régiója                       |
| Ponta Delgada  | Azori-szigetek                                          | Portugália autonóm körzete                        |
| Port Mathurin  | Rodriguez-sziget                                        | Mauritius autonóm szigete                         |
| Saint Anne     | Alderney                                                | Guernsey brit koronafüggőség része                |
| Saint-Denis    | Réunion                                                 | Franciaország tengerentúli megyéje                |
| Szimferopol    | Krími Autonóm Köztársaság                               | Ukrajna autonóm köztársasága                      |
| The Bottom     | Saba                                                    | Hollandia tengerentúli szigete, speciális községe |
| Trento         | Trentino-Alto Adige (Südtirol)                          | Olaszország autonóm régiója                       |
| Trieszt        | Friuli-Venezia Giulia                                   | Olaszország autonóm régiója                       |
| Újvidék        | Vajdaság Autonóm Tartomány                              | Szerbia autonóm tartománya                        |
| Ürümcsi        | Hszincsiang-Ujgur Autonóm Terület vagy Ujgúria          | Kína autonóm tartománya                           |
| Victoria       | Hongkong                                                | Kína különleges igazgatású területe               |
| Waitangi       | Chatham-szigetek                                        | Új-Zéland autonóm szigetcsoportja                 |
| Yinchuan       | Ningxia Hui (Ninghszia Huj) Nemzetiségi Autonóm Terület | Kína autonóm tartománya                           |
| Yogyakarta     | Yogyakarta                                              | Indonézia autonóm tartománya                      |
| Zanzibár       | Zanzibár                                                | Tanzánia autonóm része                            |